# Пиндинский маяк
Пиндинский маяк (англ. Lizard Lighthouse) — маяк, расположенный недалеко от деревни Pendeen в графстве Корнуолл, Великобритания.
Маяк расположен в 2 километрах к северу от деревни Pendeen на западе графства Корнуолл, Великобритания. Trinity House решила построить маяк в 1891 году, и здание было спроектировано их инженером сэром Томасом Мэтьюзом. Семнадцатиметровая (56 футов) башня здания и окружающая стена были построены Артуром Каркиком из Redruth. Лампа была введена в эксплуатацию 26 сентября 1900 года и заменена в 1926 году на электрическую. Оригинальная лампа была на выставке в музее маяков Trinity House до 2005 года, когда музей был закрыт. Маяк был автоматизирован в 1995 году.